# 紫堇叶唐松草
紫堇叶唐松草（学名：Thalictrum isopyroides），为毛茛科唐松草属下的一个植物种。